# Деформация
Деформация се нарича изменението на формата и/или размерите на дадено тяло. Може да бъде еластична или пластична. При еластичната деформация след прекратяване на деформиращото усилие тялото възвръща първоначалните си форма и размери, а при пластичната остава деформирано. В практиката еластичната и пластичната деформации често са комбинирани. Дялът на механиката, който се занимава с деформационното пресмятане на твърдите деформируеми тела се нарича съпротивление на материалите.